# Castello di Ehrenburg
Il castello di Ehrenburg (in tedesco: Schloss Ehrenburg) è l'antica residenza dei Duchi di Coburgo, della Casata di Wettin. Sorge sulla piazza del Castello della città bavarese di Coburgo, in Germania.

## Storia e descrizione

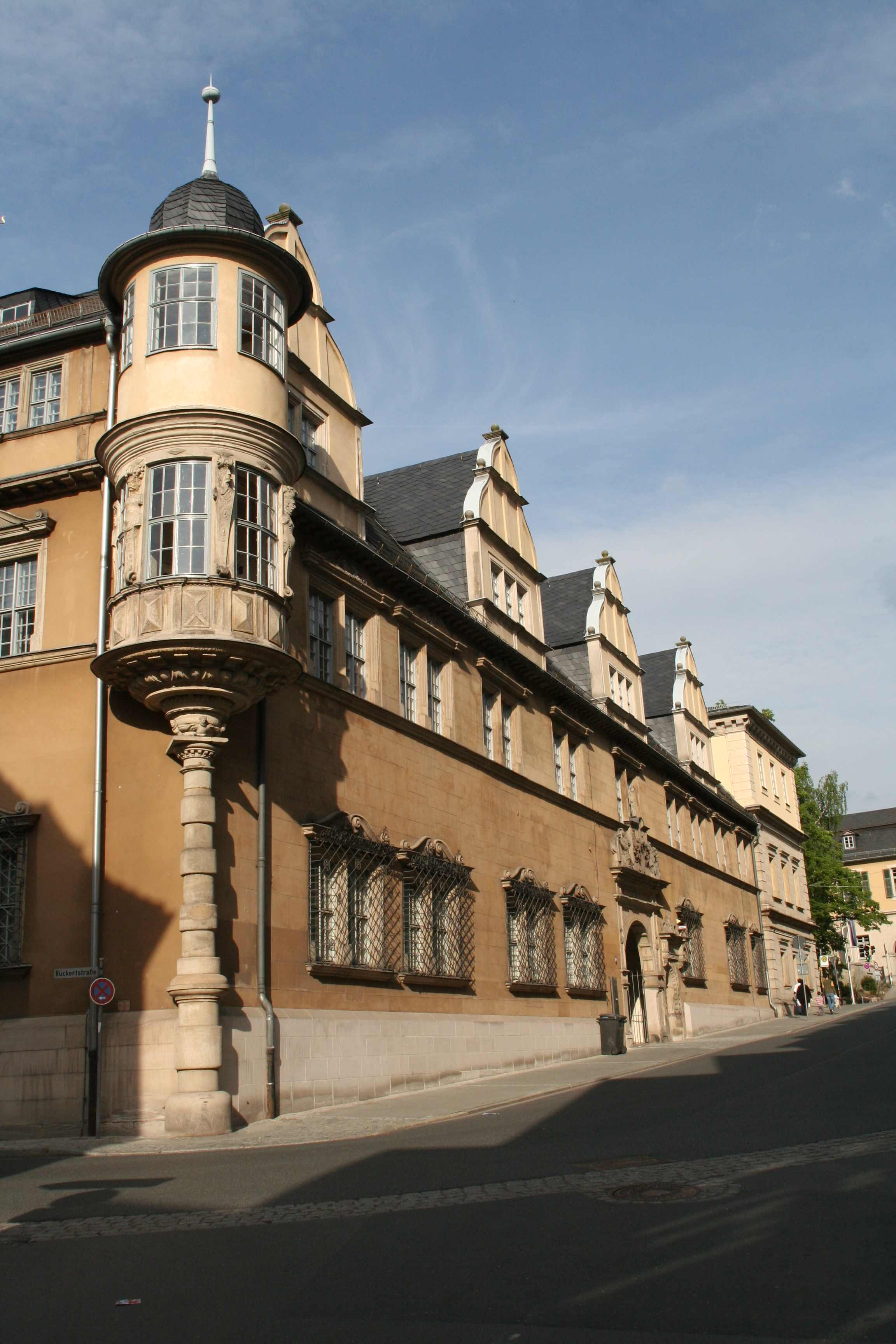
La facciata rinascimentale sud

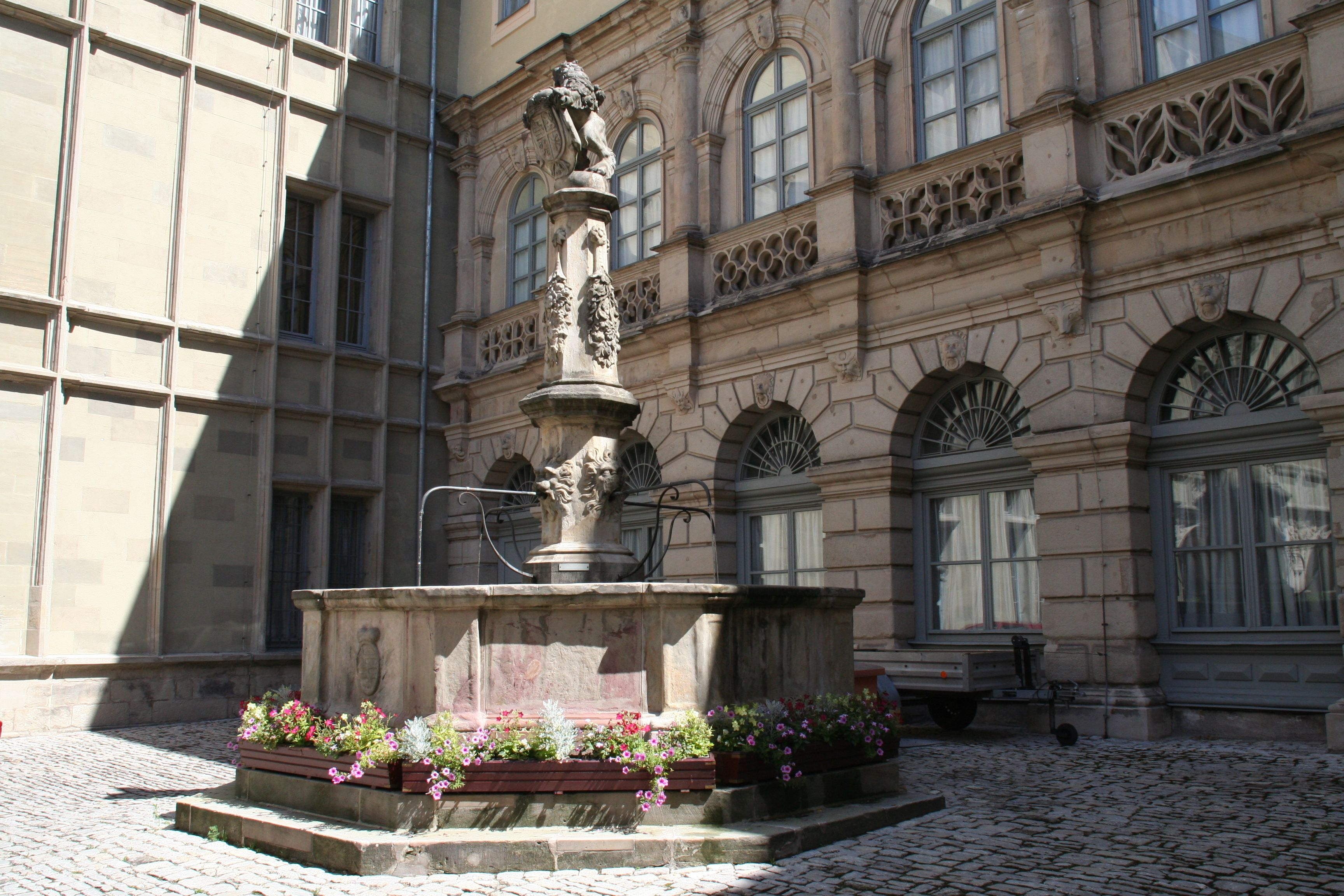
Il cortile meridionale

### Il palazzo rinascimentale
Il sito era precedentemente occupato da un'abbazia francescana fondata nel 1250 dai conti di Henneberg. Col trattato di Lipsia del 1485 e la successiva divisione dei territori dei Wettin, Coburgo rientra nei domini del principe elettore Ernesto di Sassonia, il cosiddetto ramo Ernestino, che aveva abbracciato il Luteranesimo, e così nel 1524 Coburgo passa alla riforma protestante, e il convento viene soppresso.
Nel 1542 il nuovo duca Giovanni Ernesto di Sassonia sposta la capitale a Coburgo e l'anno dopo, nel 1543, dà inizio ai lavori di costruzione della sua residenza, al posto del convento francescano. Vengono interpellati, in sequenza, gli architetti Paulus Beheim da Norimberga, Nikolaus Grohmann e Caspar Vischer da Kulmbach che comporranno un palazzo rinascimentale di tre piani, con torre scalare e grandi abbaini costituito da tre ali disposte a ferro di cavallo e col lato orientale appoggiato contro la cinta muraria cittadina. Sul lato nord era la facciata principale, con gli uffici giudiziari, che si apriva su un cortile a portici. Nel lato est della corte venne aggiunta una cappella entro il 1575.
Tutti i lavoratori che parteciparono alla costruzione del palazzo furono remunerati dal duca, senza ricorrere alle consuete corvée; ciò venne talmente apprezzato dal neo-investito imperatore Carlo V che decise di far visita in città. Era il 1547 e in quest'occasione concesse all'edificio il nome di Ehrenburg, "Castello d'Onore".
Nel 1590 in duca Giovanni Casimiro diede il compito all'architetto Michael Frey di Strasburgo di espandere l'ala sud al fine di spostarvi i tribunali dal lato nord. Nel 1623 venne integrato nell'ala sud un nuovo cortile porticato d'accesso ad opera dell'architetto svizzero Giovanni Bonalino, che realizzò anche la preziosa Hornstube finemetente intagliata, dell'angolo sud-est; poi trasportata nel 1809 nella fortezza. Con la morte senza eredi di Giovanni Casimiro il ducato rientra nei domini del fratello Giovanni Ernesto che mantiene la sua capitale a Eisenach.

### Trasformazioni barocche
Nel 1680 il duca Alberto di Sassonia-Coburgo ripristina la capitale del ducato a Coburgo e riutilizzando l'Ehrenburg come sua residenza, inizia dei nuovi lavori, atti a crearvi un giardino di corte sul lato est. Vengono abbattute le mura, probabilmente rovinate dalla guerra dei trent'anni, e ricavati dei terrazzamenti sulla collina adiacente.
Un grande incendio nel 1690 distrusse la parte settentrionale del complesso rinascimentale intorno alla corte nord. Nel 1699 il duca Alberto intraprende così quei grandi lavori di ricostruzione che trasformeranno il castello in un complesso barocco. Il nuovo edificio compone un cortile aperto circondato da tre ali disposte a ferro di cavallo. L'ala centrale, di fondo, appoggia al vecchio palazzo attorno alla corte sud, l'ala ovest ospita la Cappella di Corte e Sale di rappresentanza, quella est è utilizzata come foresteria.
Gli interni vennero finemente decorati con stucchi e affreschi dai ticinesi Bartolomeo e Carlo Domenico Luchese da Melide. Fra le sale spiccano la cappella, a stucchi e affreschi; la Weißersaal, Sala Bianca, con soffitto e camino a superbi stucchi bianche; e la grandiosa Riesensaal, la sala dei Giganti.

#### Sala dei Giganti

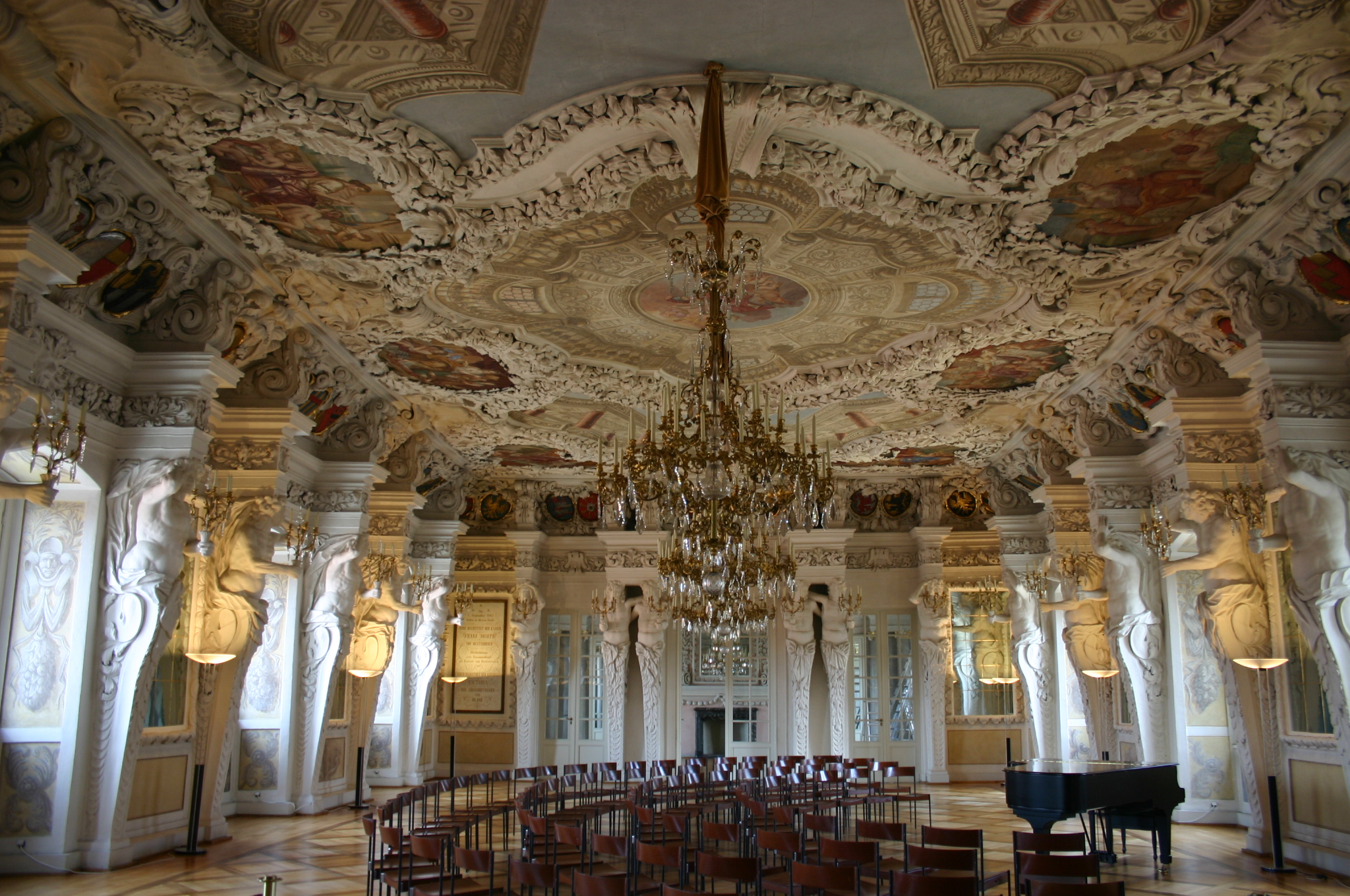
La scenografica sala dei Giganti

La Sala dei Giganti (Riesensaal) deve il nome ai colossali telamoni che circondano il salone e a sostegno del soffitto. È la più sontuosa del castello, vero suo emblema e uno dei capolavori del barocco bavarese; usata come Sala delle Feste. La scenografica decorazione barocca venne eseguita dai fratelli Luchese tra il 1697 e il 1699 con splendidi stucchi volti a celebrare le glorie della millenaria casata di Wettin. Alla base del soffitto corre un fastoso fregio con 56 stemmi dei domini della famiglia. Fra i telamoni si aprono grandi finestre alternate a specchiere atte a far risplendere la sala secondo la tradizione barocca.

### Ristrutturazioni ottocentesche
Nel 1810-11 il duca Ernesto I di Sassonia-Coburgo-Gotha intraprende nuovi lavori al palazzo. Commissiona il rifacimento di Il celebre architetto Karl Friedrich Schinkel rifà tutte le facciate del corpo nord con l'apparato neogotico attuale di chiaro richiamo al gotico perpendicolare inglese.
Nel XIX secolo il castello fu sotto il duca Ernesto I, progettato da  (1810) il suo aspetto attuale in stile inglese neogotico. Il francese André-Marie Renié Grety nel 1816-44 mette mano agli interni, progettando la sala da Pranzo e la sala del Trono con forme classiche e occupandosi degli arredi e orologi fatti venire da Parigi. 
Il grandioso complesso venne completato con la sistemazione della piazza antistante, Schlossplatz, dove si provvide alla costruzione di un teatro (Teatro nazionale di Coburgo) e la creazione del vastissimo Hofgarten, che dalla piazza sale per tutto il crinale della collina fino alla fortezza di Coburgo. Il giardino è oggi uno dei principali parchi tedeschi.
Il 14 novembre 1918, con la fine della monarchia, il palazzo passa al Land della Baviera che lo trasforma in Museo assegnandolo, nel 1919, alla Fondazione nazionale di Coburgo.
Dal 1941 il castello è gestito dalla Bayerische Verwaltung der staatlichen Schlösser, Gärten und Seen, l'"Organizzazione bavarese per i palazzi, giardini e laghi statali". Oggi restaurato, è sede del Museo e della Biblioteca nazionale di Coburgo con una raccolta di oltre 400.000 volumi.

## Galleria d'immagini

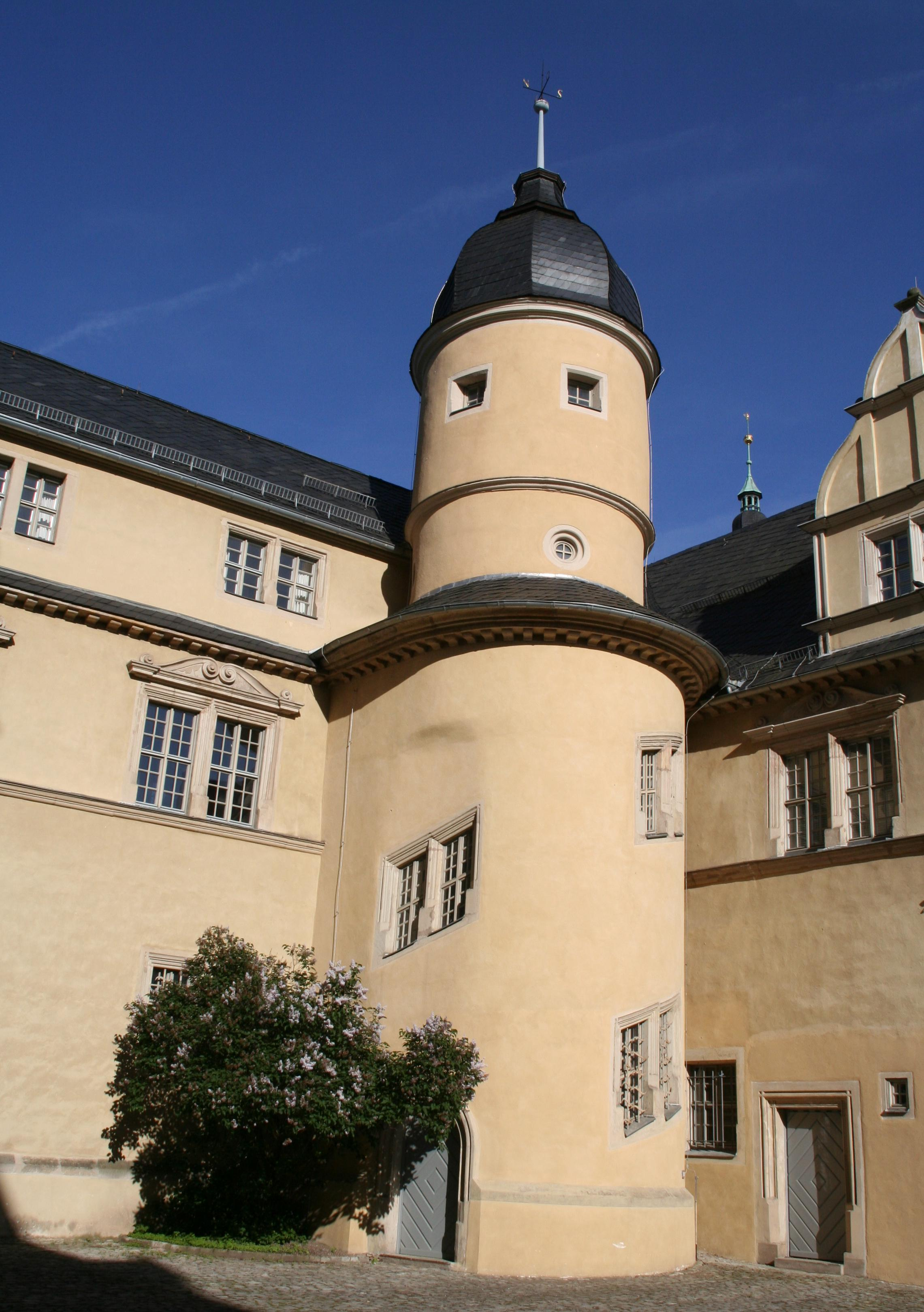
La torre scalare nell'antico cortile
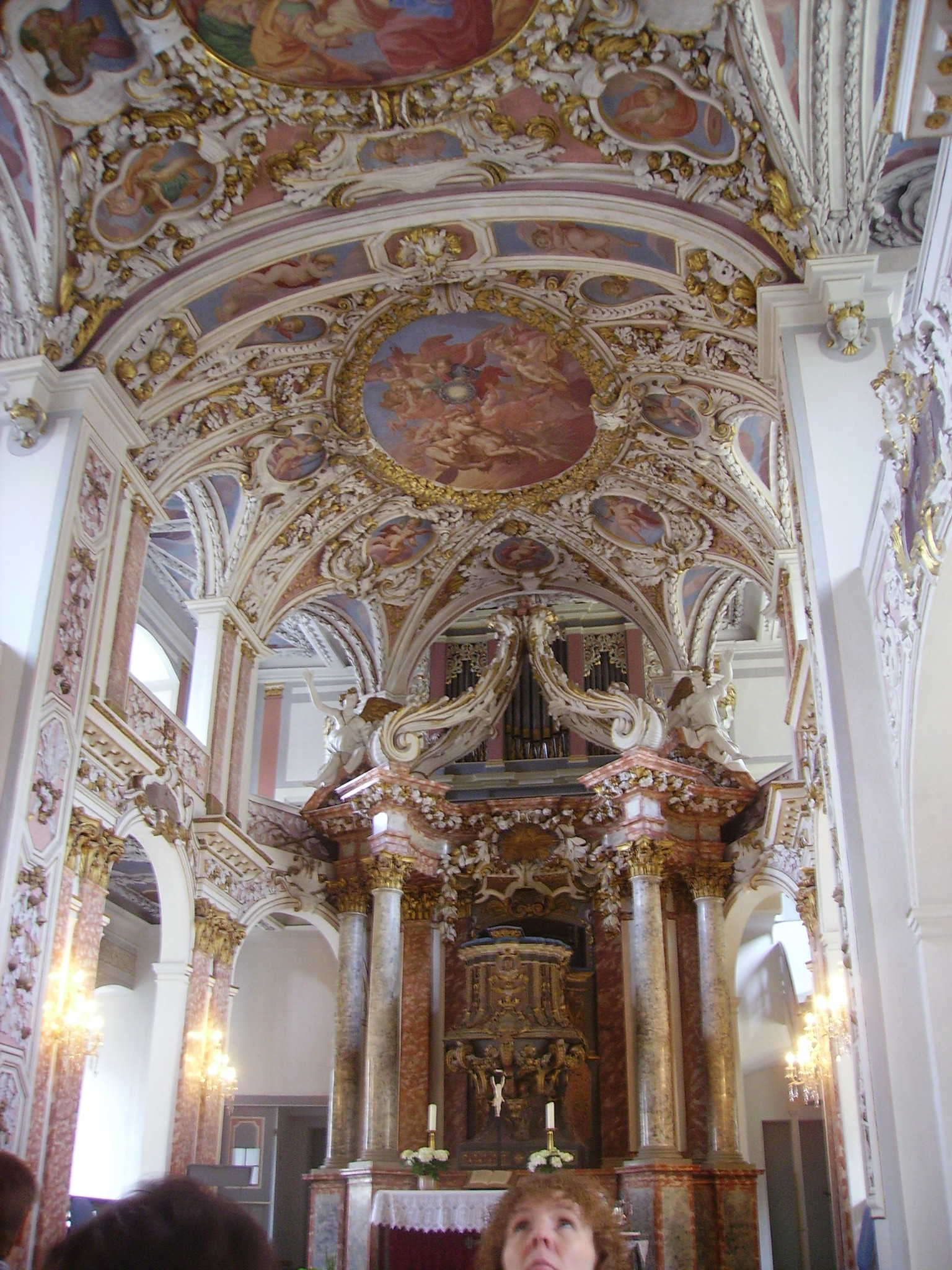
La cappella di Corte
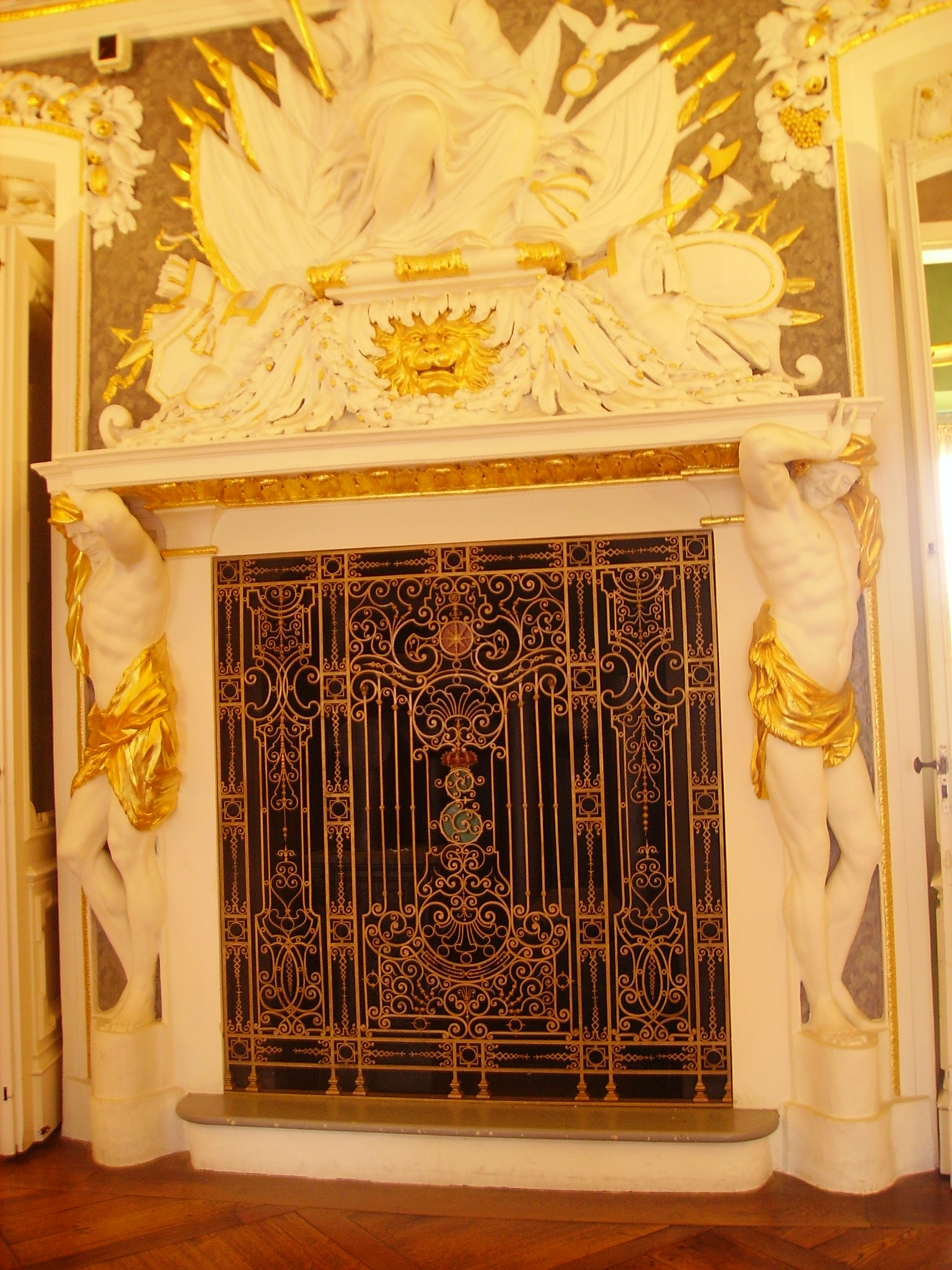
Particolare della Sala Bianca
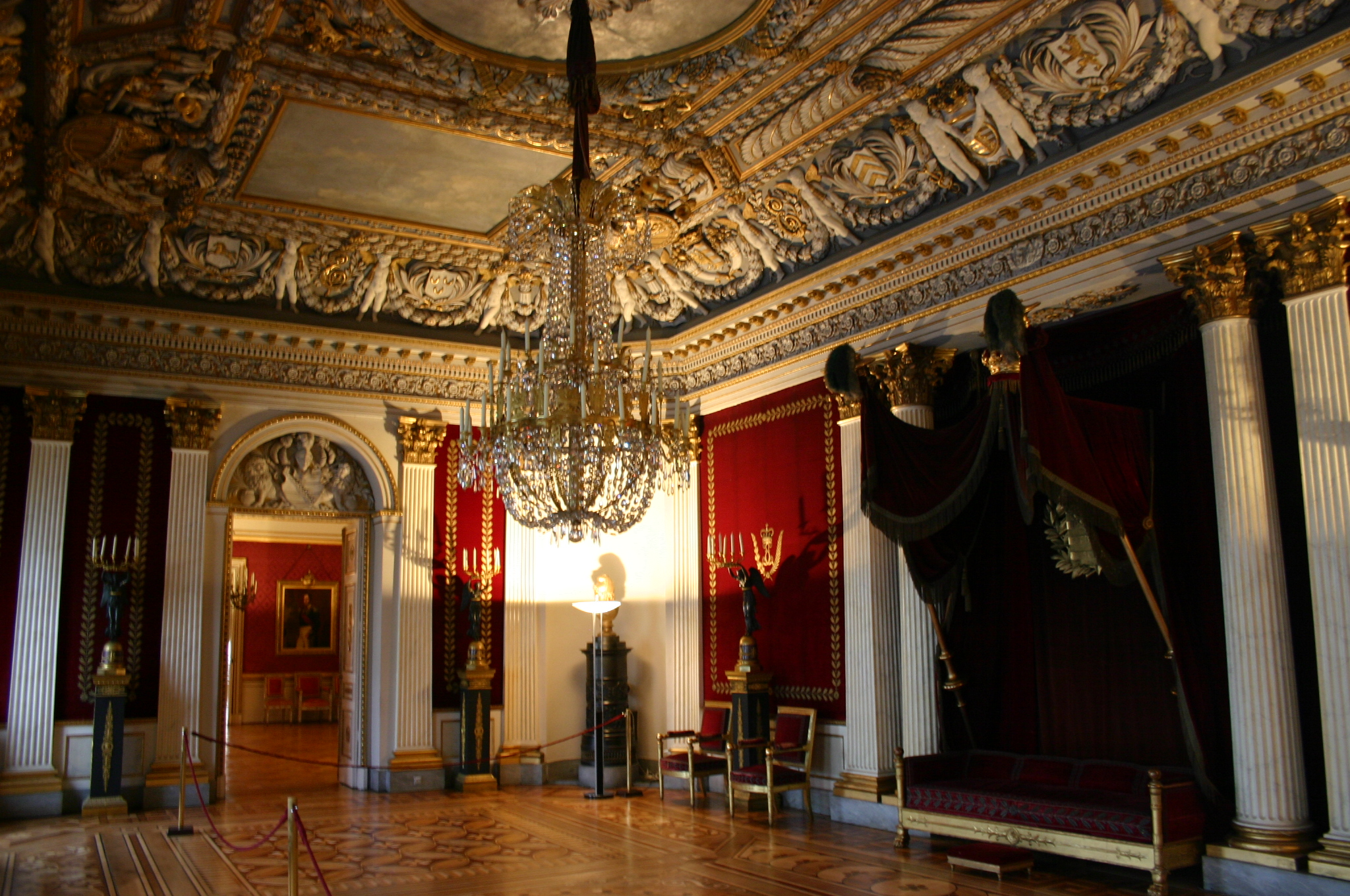
L'ottocentesca Sala del trono di A.M. Renié Grety